# Thomas Ceccon
Thomas Ceccon (n. 27 ianuarie 2001, Thiene, Veneto, Italia) este un înotător italian, medaliat olimpic. A participat la 2 ediții ale Jocurilor Olimpice (2020, 2024) în care a câștigat 1 medalie de aur.